# 13. návštěvní expedice (ISS)
13. návštěvní expedice (zkráceně EP-13; rusky Тринадцатая экспедиция посещения, ЭП-13) na Mezinárodní vesmírnou stanici (ISS) byla krátkodobá výprava kosmonauta malajsijské kosmické agentury ANGKASA Sheikha Muszaphara Shukora Al Masrieho na stanici. Po týdenním pobytu na ISS a splnění plánovaného programu se Simonyi vrátil na Zem.

## Posádka

### Hlavní
- Sheikh Muszaphar Shukor Al Masrie (1), účastník kosmického letu, ANGKASA

V závorkách je uveden dosavadní počet letů do vesmíru včetně této mise.

### Záložní
- Faiz Khaleed, ANGKASA

## Průběh výpravy

### Přípravy
Mezinárodní vesmírná stanice (ISS) byla od začátku listopadu 2000 trvale osídlena lidmi. Základní posádky stanice byly do havárie Columbie střídány raketoplány, jako záchranné čluny jim sloužily lodě Sojuz. Po přerušení letů raketoplánů v důsledku havárie byla velikost základních posádek stanice snížena na dva kosmonauty, jejichž dopravu zajišťovaly Sojuzy. Třetí místo v lodích obsazovali členové návštěvních posádek, po týdnu se vracející na Zem starým Sojuzem.
Místo v Sojuzu TMA-11 startujícím v říjnu 2007 obsadil Sheikh Muszaphar Shukor Al Masrie, kosmonaut malajsijské kosmické agentury ANGKASA. Poprvé dostala Malajsie nabídku na kosmický let v Sojuzu roku 1987, tehdy ještě na kosmickou stanici Mir. Ze sovětského návrhu nakonec nic nebylo. Po mnoha letech bylo během návštěvy ruského prezidenta Putina v Malajsii v srpnu 2003 oznámeno dosažení dohody o letu Malajce v Sojuzu na Mezinárodní vesmírnou stanici (ISS) a zahájení procesu výběru malajsijského kosmonauta. Dne 4. září 2006 předseda vlády Malajsie oznámil jména dvou vítězů výběru – byli jimi lékaři Sheikh Muszaphar Shukor Al Masrie a Faiz Khaleed. V říjnu 2006 oba zahájili přípravu ve Středisku přípravy kosmonautů (CPK) v Hvězdném městečku. Sheikh Muszaphar Shukor v červnu 2007 absolvoval i stáž v Johnsonovu vesmírném středisku v Houstonu.

### Let
Jurij Malenčenko a Peggy Whitsonová z Expedice 16 společně se Sheikhem Muszapharem Shukorem odstartovali 10. října 2007 ve 13:23 UTC z kosmodromu Bajkonur v lodi Sojuz TMA-11; po dvou dnech samostatného letu se 12. října ve 14:50 UTC spojili se stanicí.

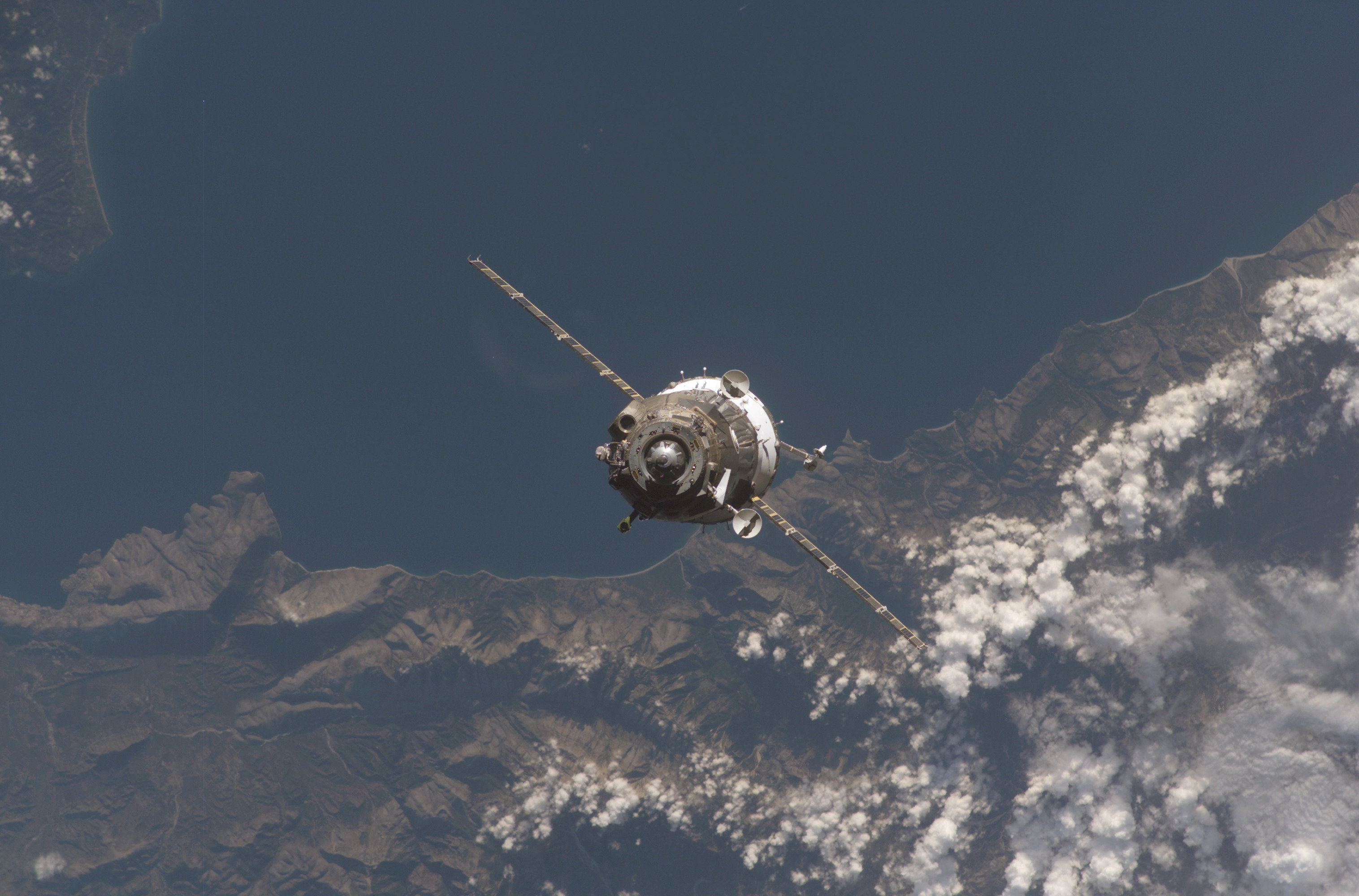
Sojuz TMA-11 přibližující se k Mezinárodní vesmírné stanici

Po spojení se kosmonauti uvítali s posádkou ISS, vyložili náklad pro stanici a zahájili plánovanou činnost. Sheikh Muszaphar Shukor se věnoval experimentům vybraným agenturou ANGKASA, tři z nich byly připraveny ve spolupráci s Evropskou kosmickou agenturu (ESA).
Trojice pokusů připravená společně s ESA byly experiment ETD-M (zkoumání vlivu mikrogravitace na koordinaci pohybů očí a hlavy); MOP-M (zkoumání adaptace vestibulárního systému na změny gravitace) a Muscle (studium atrofie vnitřních svalů lidského těla ve stavu beztíže).
ANGKASA připravila pro svého kosmonauta experimenty FIS – zhodnocení kvality a chuti malajsijských potravin v kosmu; CIS – zkoumání vlivu prostředí kosmického letu na morfologii a genetický aparát eukaryotních buněk, na funkčnost buněk endotelu a na buňky kostní tkáně; MIS – zkoumání vlivu mikrogravitace na růst a mutace bakterií E.Cloacae a Acinetobacter baumannii; PCS – zkoumání specifik krystalizace bílkovinných proteinů v podmínkách mikrogravitace a TOP – předvedení zvláštností pohybu ve stavu beztíže pro studenty malajsijských škol.
Experimenty zabraly malajsijskému kosmonautovi 18 hodin, 5 hodin a 30 minut jim věnoval i Jurij Malenčenko; vyžádaly si dodávku 8,3 kg vybavení na stanici a návrat na Zem 6,1 kg materiálu s výsledky.
Po týdenním pobytu na ISS se 21. října 2007 v 7:14 UTC Sheikh Muszaphar Shukor a vracející se posádka Expedice 15 v Sojuzu TMA-10 odpoutali od stanice a týž den v 10:36 UTC přistáli v severním Kazachstánu, 10 km od osady Tolybaj, 346 km daleko od plánovaného místa přistání.